# Darya Blashko
Darya Sergiyivna Blashko (en ukrainien : Дарія Сергіївна Блашко), née le 28 janvier 1996 à Navapolatsk, est une biathlète ukrainienne, à l'origine biélorusse. Elle changé de nationalité sportive en 2017 et devient membre de l'équipe ukrainienne de Coupe du monde en 2019-2020.

## Biographie
Au niveau international, Blashko fait ses débuts sous les couleurs biélorusses dans les Championnats du monde jeunesse en 2013, sans obtenir de résultat significatif. En 2015, elle remporte ses premières récompenses, aux Championnats du monde jeunesse à Minsk, remportant la médaille d'or en sprint et en relais avec Dzinara Alimbekava et Hanna Sola. À la fin de l'année 2015, elle est victorieuse à Obertilliach en Coupe IBU junior, compétition dans laquelle elle monte sur trois autres podiums pour remporter le classement général, même si la concurrence n'est pas si forte, les meilleures courant surtout en Coupe du monde ou en IBU Cup sénior. Durant cette même saison, elle est appelée pour l'étape de Coupe du monde de biathlon à Canmore (48e du sprint).
En 2016-2017, elle fait partie de l'équipe pour l'IBU Cup et honore sa dernière sélection aux Championnats du monde junior, où elle finit trois fois dans le top dix en épreuve individuelle.
Elle change de nationalité sportive en 2017 pour porter les couleurs des voisins ukrainiens, en raison du manque de soutien financier et du fait qu'elle n'était pas considéré comme parmi les plus grands espoirs biélorusses. Elle reçoit son passeport Ukrainien en septembre 2017, mais elle est empêchée de compétition par la fédération biélorusse. Elle continue tout de même sa collaboration avec son Entraîneur personnel Vladimir Makhlaev.
La biathlète connaît rapidement un succès au niveau national, pour remporter plusieurs titres nationaux estivaux et hivernaux. Néanmoins, elle doit attendre mars 2019 pour être autorisée à courir pour l'équipe d'Ukraine.
En 2019-2020, après avoir gagné une médaille de bronze sur le sprint aux Championnats du monde de biathlon d'été et deux nouveaux titres de championne d'Ukraine, elle est retenue dans l'équipe première d'Ukraine et revient en Coupe du monde à Östersund, marquant rapidement ses premiers points avec une 21e place sur l'individuel. Elle se classe plus tard 17e de la poursuite au Grand-Bornand, où elle se qualifie pour sa première mass-start. À la mi-saison, elle tombe malade et doit faire une pause.
En fin d'année 2020, elle obtient une douzième place sur la poursuite de Kontiolahti, ainsi que plusieurs autres résultats dans les points (top 40). Elle participe aux Championnats du monde 2021 à Pokljuka, pour son premier rendez-vous majeur, où elle prend la 14e place du sprint, termine 24e de la poursuite, puis quatrième du relais simple mixte. Finalement sur le relais féminin, avec Anastasiya Merkushyna, Olena Pidhrushna et Yuliia Dzhima, elle monte sur son premier podium mondial en décrochant la médaille de bronze.
Darya Blashko, née en Biélorussie réside désormais à Chernihiv.

## Palmarès

### Championnats du monde
| Édition / Épreuve | Individuel | Sprint | Poursuite | Mass start | Relais                    | Relais mixte | Relais mixte simple |
| ----------------- | ---------- | ------ | --------- | ---------- | ------------------------- | ------------ | ------------------- |
| Pokljuka 2021     | —          | 14e    | 24e       | 29e        | Médaille de bronze, monde | —            | 4e                  |

Légende :
- : troisième place, médaille de bronze
- — : non disputée par Blashko
- : pas d'épreuve

### Coupe du monde
- Meilleur classement général : 31e en 2021.
- Meilleur résultat individuel : 12e.
- 1 podium en relais : 1 troisième place.
- 1 podium en relais mixte simple : 1 troisième place.

Mis à jour le 8 janvier 2022

#### Classements en Coupe du monde
| Saison    | Classement général final | Individuel | Sprint | Poursuite | Mass start |
| 2015-2016 | nc                       |            | nc     |           |            |
|           |                          |            |        |           |            |
|           |                          |            |        |           |            |
| 2019-2020 | 60e                      | 41e        | 75e    | 51e       | 47e        |
| 2020-2021 | 31e                      | 47e        | 26e    | 24e       | 41e        |

### Championnats du monde jeunesse
- Médaille d'or du sprint en 2015 à Minsk.
- Médaille d'or du relais en 2015.

Sous les couleurs biélorusses 

### Championnats du monde de biathlon d'été
- Médaille de bronze sur le super-sprint en 2019 à Minsk.